# Antonio La Pergola

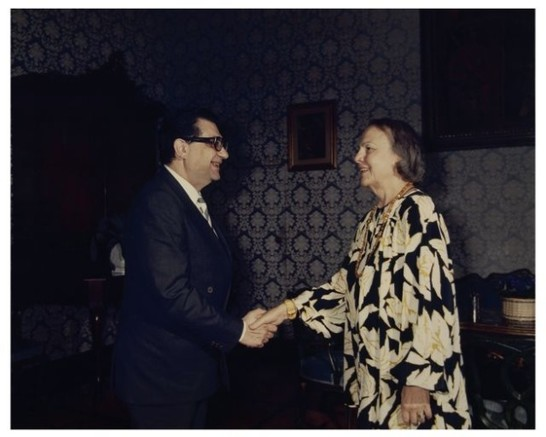
Antonio La Pergola und Nilde Iotti

Antonio La Pergola (* 13. November 1931 in Catania; † 18. Juli 2007 in Rom) war ein italienischer Jurist und Politiker, der als Vorsitzender des Italienischen Verfassungsgerichtshofes wirkte.

## Leben und berufliche Tätigkeiten
Im Jahr 1952 schloss La Pergola sein Studium der Rechtswissenschaften an der Universität Catania ab. Er lehrte italienisches und vergleichendes Verfassungsrecht an den Universitäten Padua, Bologna und zuletzt Rom.
1976 wählte ihn das Parlament zum Mitglied des italienischen Obersten Gerichtsrates. Zwei Jahre später wurde er vom Staatspräsidenten Giovanni Leone als Richter des Verfassungsgerichtshofes berufen, dessen Vorsitzender er vom 24. Juni 1986 bis zum 14. Juni 1987 war.
Nach dem Ende seiner Amtszeit wurde der hoch angesehene Jurist zum Minister für die Angelegenheiten der Europäischen Gemeinschaften (Politiche comunitarie) in den Regierungen Goria und De Mita (1987–1989).
1989 kandidierte er auf der Liste der italienischen Sozialistisch-Demokratischen Partei und war von 1989 bis 1994 Mitglied des Europäischen Parlaments. Dort saß er dem Ausschuss für Energie, Forschung und Technologie und dann dem Ausschuss für Kultur, Jugend, Bildung und Medien vor.
Benannt von der Regierung Ciampi, wirkte er von 1994 bis 2006 als Richter (1994, 1999–2006) und Generalanwalt (1995–1999) des Europäischen Gerichtshofes.
1989 wurde er zum Mitglied der Academia Europaea gewählt.